# On and On (singel)
"On and On" – piosenka dance pop stworzona przez Andersa Hanssona i Steve'a Diamonda na trzeci album studyjny Agnes, Dance Love Pop (2008). Wyprodukowany przez Hanssona, utwór wydany został jako pierwszy singel promujący krążek dnia 11 sierpnia 2008 w Szwecji w systemie digital download.

## Informacje o singlu
"On and On" został wybrany jako pierwszy singel wokalistki ukazujący się po dwuletniej przerwie w karierze. Po raz pierwszy Agnes wykonała utwór w programie Sommarkrysset szwedzkiej stacji telewizyjnej TV4 dnia 16 sierpnia 2008. Podczas trwania show oficjalnie potwierdzono również comeback artystki z nowym albumem. Przed wydaniem krążka Dance Love Pop wokalistka opisała brzmienia muzyczne "On and On" oraz te umieszczone na wydawnictwie jako inne w porównaniu z poprzednim wizerunkiem prezentowanym przez artystkę.
W styczniu 2009 wytwórnia płytowa Agnes oznajmiła, iż wokalistka zostanie wypromowana w kilkunastu krajach europejskich. Pierwszym singlem zapowiadającym międzynarodową karierę Szwedki miała być piosenka "Release Me", jednak w Holandii i Polsce na rynku muzycznym ukazał się utwór "On and On". Jedynie na rynkach muzycznych w tych krajach kompozycja ta została wydana jako pierwszy singel promujący krążek, podczas gdy w pozostałych państwach europejskich utwór znany jest jako drugi singel prezentujący wydawnictwo. W Wielkiej Brytanii premierę "On and On" zapowiedziano na wrzesień 2009. W odróżnieniu od głównej wersji piosenki, ta wydana na Wielką Brytanię uzyskała jednak nową aranżacje oraz osobny teledysk. Nieco wcześniej podobne zmiany w utworze wydano także na rynek międzynarodowy z tą różnicą, że wersja międzynarodowa pod kątem brzmienia jest bliższa wersji pierwotnej.

## Wydanie singla
W Szwecji singel wydano dnia 11 sierpnia 2008 w formacie airplay i w tym samym tygodniu utwór pojawił się na oficjalnej liście najczęściej sprzedawanych kompozycji w tymże kraju, na pozycji #47. Sześć tygodni później utwór znalazł się na miejscu #8, by pozostać na nim przez cztery tygodnie i była to najwyższa pozycja osiągnięta na tym notowaniu. Singel spędził na notowaniu w sumie dwadzieścia sześć tygodni, został odznaczony złotą płytą oraz stał się jednym z najpopularniejszych utworów wydanych przez Agnes w jej rodzimym kraju.
W Holandii kompozycja nie zyskała na popularności nie znalazła się na tamtejszej oficjalnej liście najchętniej kupowanych singli Top 40..

## Teledysk
Pierwszy teledysk do singla nagrywany był na osiedlu Hagalund w Solnie i reżyserowany przez Andersa Rune'a. Klip miał premierę 18 sierpnia 2008 roku za pośrednictwem witryny MSN Video. Jest to do tej pory najczęściej odtwarzany teledysk na tejże stronie internetowej.
Wspomniany pierwszy teledysk ukazuje wokalistkę na tle budowli, na które składają się fabryka oraz osiedle mieszkalne. Artystka śpiewając tańczy w kilku miejscach, m.in. przy siatce. W czasie trwania teledysku ujrzeć można tancerzy, którzy tańczą w rytmie utworu oraz na tle bloku mieszkalnego.
Drugi teledysk został nagrany 12 i 13 lipca 2009 przez firmę STARK oraz reżysera Torbjörn Martina i producenta Björn Fävremarka.
Nagrania dokonano w Göteborgu. Klip miał premierę 21 września 2009 roku za pośrednictwem strony STARK.
Film przedstawia Agnes w wielu różnych strojach i ustawieniach. Większość filmów wideo jest komputerowo animowana i pokazuje, że taniec Agnes przed jasnoniebieskim tłem, podczas gdy konfetti lub poruszające się białe linie otaczają ją. Inne sceny przedstawiają Agnes pod wodą lub przed dwoma olbrzymimi reflektorami.
W styczniu 2010 r. Oficjalna strona Agnes potwierdziła, że na rynku brytyjskim ma zostać wydany trzeci teledysk. Również ten został sfilmowany w Göteborgu i wyprodukowany przez STARK. Nagranie zrealizowano 1 marca 2010 r. Na oficjalnym kanale YouTube AllAroundTheWorld, chociaż miał zostać wydany dwa tygodnie wcześniej. Opóźnienie spowodowało, że AATW przesunął datę publikacji na przełom kwietnia i maja po wydaniu albumu w dniu 26 kwietnia.
Brytyjski film jest przeważnie wersją międzynarodową, ale z pewnymi poważnymi zmianami. W drugim filmie brakuje wspólnych białych linii i jasnoniebieskiego tła, zamiast tego pojawia się nowe ujęcie przy zbliżeniu Agnes w kucyku oraz taniec wokalistki przed czerwonym ekranem.

## Listy utworów i formaty singla
Szwedzki singel digital download
(Wydany dnia 11 sierpnia 2008)
1. "On and On" (Radio Edit) — 3:52

Europejski CD singel/CD-maxi singel
(Wydany dnia 27 lutego 2009)
1. "On and On" (Radio Edit) — 3:53
2. "On and On" (Wersja przedłużona) — 5:47
3. "On and On" (Wersja Anothanding-An Beh-An) — 6:20
4. "On and On" (Videoclip) — 3:53

## Pozycje na listach
| Lista przebojów (2008-09)    | Najwyższa pozycja |
| ---------------------------- | ----------------- |
| Szwecja Singles Top 60 Chart | 8                 |

## Daty wydania
| Region          | Data             | Format                    | Wytwórnia       |
| --------------- | ---------------- | ------------------------- | --------------- |
| Szwecja         | 11 sierpnia 2008 | digital download          | Universal Music |
| Holandia        | 10 lutego 2009   | digital download          | Universal Music |
| Holandia        | 27 lutego 2009   | CD singel, CD-maxi singel | Universal Music |
| Wielka Brytania | Wrzesień 2009    | digital download          | Universal Music |
| Wielka Brytania | Wrzesień 2009    | CD singel, CD-maxi singel | Universal Music |